# الیزابت شوارتسکوپف
الیزابت شوارتسکوپف (آلمانی: Elisabeth Schwarzkopf؛ ۹ دسامبر ۱۹۱۵ – ۳ اوت ۲۰۰۶) یک خواننده سوپرانو اپرا و مدرس آواز و موسیقی آلمانی‌الاصل اهل اتریش و بریتانیا بود.
الیزابت شوارتسکوپف یکی از سرشناس‌ترین خوانندگان تغزلی اپرا و اپرت ویَنی بود و در خواندن آثار ولفگانگ آمادئوس موتسارت، ریشارد واگنر و ریشارد اشتراوس تبحر داشت. او را یکی از بزرگترین سوپرانوهای قرن بیستم میلادی می‌دانند.
او همچنین برندهٔ جوایزی همچون نشان افتخار شایستگی جمهوری فدرال آلمان شده‌است.